# Pryczół
Pryczół (ukr. Причіл, Prycził) – osiedle na Ukrainie, w obwodzie iwanofrankiwskim, w rejonie nadwórniańskim. W 2001 roku liczyło 18 mieszkańców.